# Guntari
Guntari anche conosciuto come Gontarito (... – VI secolo) è stato un generale bizantino.

## Biografia
Nel 540 era guardia del corpo del prefetto del pretorio d'Africa e magister militum per Africam Salomone e affrontò in uno piccolo scontro i Mauri, ma fu sconfitto e si salvò solo per il tempestivo intervento di Salomone.
Nel 545 era dux Numidiae e magister militum vacans. Ambendo impadronirsi dell'Africa bizantina, Guntari si alleò segretamente con i Mauri e cercò di fare in modo che il magister militum per Africam, Areobindo, venisse ucciso in una battaglia contro i Mauri, in modo che egli stesso potesse impadronirsi dell'Africa senza una rivolta aperta; ma l'esitazione di Areobindo, che cercava di continuo di rinviare lo scontro con i Mauri, lo fece sospettare che il magister militum fosse a conoscenza dei suoi intrighi e decise quindi di rivoltarsi apertamente. Preso il potere, invitò a palazzo Areobindo, che si era rifugiato in un monastero, con la promessa che lo avrebbe risparmiato, ma poi, nel corso della notte, lo fece assassinare da sicari nella propria camera da letto.
La sua usurpazione in Africa, tuttavia, durò soli trentasei giorni, venendo assassinato da una congiura ordita dal prefetto del pretorio d'Africa, Atanasio, e dal generale di origini armene Artabane. Durante gli scontri anche il sovrano romano-berbero Giovanni, sostenitore di Guntari, fu catturato e condotto a Costantinopoli, dove fu crocifisso.